# Shahrestān-e Khātem
Shahrestān-e Khātem (persiska: شهرستان خاتم, خاتم, هرات) är en delprovins (shahrestan) i Iran.   Den ligger i provinsen Yazd, i den centrala delen av landet, 600 km söder om huvudstaden Teheran.
Delprovinsen hade 36 562 invånare 2016.